# Campeonato Brasileiro Série A 2019
In 2019 werd de 63ste editie van de Campeonato Brasileiro Série A gespeeld, de hoogste voetbalklasse van Brazilië. De competitie werd gespeeld van 27 april tot 8 december, door de Copa América 2019 lag de competitie stil tussen 14 juni en 7 juli. Flamengo werd kampioen met het hoogst aantal punten sinds de invoering van het huidige systeem in 2006. De club won amper één dag voor de titel ook de Copa Libertadores 2019 en was daarmee de eerste club Santos in 1963 die in het zelfde jaar de Copa Libertadores en de landstitel won. 
Eind 2018 nam Atlético Paranaense de naam Athletico Paranaense aan. Nadat er in 2015 nog vier clubs uit de staat Santa Catarina in de Série A vertegenwoordig waren zullen er dat in 2020 geen meer zijn, daar de laatste twee clubs nu degradeerden. Met clubs uit tien staten is dit het meest diverse kampioenschap tot dusver sinds de jaren tachtig toen nog alle staten deelnemers mochten afleveren. Cruzeiro degradeerde voor het eerst in zijn geschiedenis waardoor Flamengo nu de enige club is die altijd in de Série A speelde. 

## Stadions en locaties
| Club                 | Stad           | Stadion              | Capaciteit |
| -------------------- | -------------- | -------------------- | ---------- |
| Athletico Paranaense | Curitiba       | Arena da Baixada     | 42.370     |
| Atlético Mineiro     | Belo Horizonte | Independência        | 23.018     |
| Avaí                 | Florianópolis  | Ressacada            | 17.826     |
| Bahia                | Salvador       | Arena Fonte Nova     | 50.025     |
| Botafogo             | Rio de Janeiro | Nílton Santos        | 44.661     |
| Ceará                | Fortaleza      | Arena Castelão       | 63.903     |
| Chapecoense          | Chapecó        | Arena Condá          | 20.089     |
| Corinthians          | São Paulo      | Arena de São Paulo   | 47.605     |
| Cruzeiro             | Belo Horizonte | Mineirão             | 61.846     |
| CSA                  | Maceió         | Rei Pelé             | 19.105     |
| Flamengo             | Rio de Janeiro | Maracanã             | 78.838     |
| Fluminense           | Rio de Janeiro | Maracanã             | 78.838     |
| Fortaleza            | Fortaleza      | Arena Castelão       | 63.903     |
| Goiás                | Goiânia        | Serra Dourada        | 42.000     |
| Grêmio               | Porto Alegre   | Arena do Grêmio      | 55.662     |
| Internacional        | Porto Alegre   | Beira-Rio            | 50.128     |
| Palmeiras            | São Paulo      | Allianz Parque       | 43.173     |
| Santos               | Santos         | Vila Belmiro         | 16.068     |
| São Paulo            | São Paulo      | Morumbi              | 72.039     |
| Vasco da Gama        | Rio de Janeiro | Estádio São Januário | 21.680     |

## Eindstand
| Plaats | Club                 | Wed. | W  | G  | V  | Saldo | Ptn. |
| ------ | -------------------- | ---- | -- | -- | -- | ----- | ---- |
| 1.     | Flamengo             | 38   | 28 | 6  | 4  | 86:37 | 90   |
| 2.     | Santos               | 38   | 22 | 8  | 8  | 60:33 | 74   |
| 3.     | Palmeiras            | 38   | 21 | 11 | 6  | 61:32 | 74   |
| 4.     | Grêmio               | 38   | 19 | 8  | 11 | 64:39 | 65   |
| 5.     | Athletico Paranaense | 38   | 18 | 10 | 10 | 51:32 | 64   |
| 6.     | São Paulo            | 38   | 17 | 12 | 9  | 39:30 | 63   |
| 7.     | Internacional        | 38   | 16 | 9  | 13 | 44:39 | 57   |
| 8.     | Corinthians          | 38   | 14 | 14 | 10 | 42:34 | 56   |
| 9.     | Fortaleza            | 38   | 15 | 8  | 15 | 50:49 | 53   |
| 10.    | Goiás                | 38   | 15 | 7  | 16 | 46:64 | 52   |
| 11.    | Bahia                | 38   | 12 | 13 | 13 | 44:43 | 49   |
| 12.    | Vasco da Gama        | 38   | 12 | 13 | 13 | 39:45 | 49   |
| 13.    | Atlético Mineiro     | 38   | 13 | 9  | 16 | 45:49 | 48   |
| 14.    | Fluminense           | 38   | 12 | 10 | 16 | 38:46 | 46   |
| 15.    | Botafogo             | 38   | 13 | 4  | 21 | 31:45 | 43   |
| 16.    | Ceará                | 38   | 10 | 9  | 19 | 36:41 | 39   |
| 17.    | Cruzeiro             | 38   | 7  | 15 | 16 | 27:46 | 36   |
| 18.    | CSA                  | 38   | 8  | 8  | 22 | 24:58 | 32   |
| 19.    | Chapecoense          | 38   | 7  | 11 | 20 | 31:52 | 32   |
| 20.    | Avaí                 | 38   | 3  | 11 | 24 | 18:62 | 20   |

|  | Landskampioen en gekwalificeerd voor groepsfase Copa Libertadores 2020 |
|  | Gekwalificeerd voor groepsfase Copa Libertadores 2020                  |
|  | Gekwalificeerd voor tweede fase Copa Libertadores 2020                 |
|  | Gekwalificeerd voor Copa Sudamericana 2020                             |
|  | Degradatie naar Série B                                                |

### Kampioen
| Campeonato Brasileiro Série A 2019 |
| Rio de Janeiro                     |
| ---------------------------------- |
| FLAMENGO Kampioen (6° titel)       |

## Topschutters
| Speler            | Speler                 | Goals | Club        |
| ----------------- | ---------------------- | ----- | ----------- |
| Vlag van Brazilië | Gabriel Barbosa        | 25    | Flamengo    |
| Vlag van Brazilië | Bruno Henrique         | 21    | Flamengo    |
| Vlag van Brazilië | Eduardo Sasha          | 14    | Santos      |
| Vlag van Brazilië | Gilberto               | 14    | Bahia       |
| Vlag van Brazilië | Everaldo               | 13    | Chapecoense |
| Vlag van Uruguay  | Giorgian De Arrascaeta | 13    | Flamengo    |
| Vlag van Brazilië | Wellington Paulista    | 13    | Fortaleza   |
| Vlag van Uruguay  | Carlos Sánchez         | 12    | Santos      |
| Vlag van Brazilië | Thiago Galhardo        | 12    | Ceará       |
| Vlag van Brazilië | Éverton                | 11    | Grêmio      |